# Cis cedri
Cis cedri là một loài bọ cánh cứng trong họ Ciidae. Loài này được Peyerimhoff miêu tả khoa học năm 1915.